# 黑爾 (密蘇里州)
黑爾（英語：Hale）是位於美國密蘇里州卡羅爾縣的城市。

## 人口
根據2020年美國人口普查的數據，黑爾的面積為1.42平方千米，皆為陸地。當地共有人口375人，而人口密度為每平方千米264人。